# Ulica Puławska w Piasecznie
Ulica Puławska – ulica w Piasecznie biegnąca od rynku miejskiego w Piasecznie a kończąca się na granicy administracyjnej gminy Piaseczno. W tym miejscu rozpoczyna się dość krótki (ok. 650 m) odcinek ulicy o tej samej nazwie na obszarze gminy Lesznowola (sołectwo Mysiadło), po którym kontynuacją jest Ulica Puławska w Warszawie.

## Przebieg
Ulica Puławska zaczyna swój bieg w Piasecznie przy kościele parafialnym św. Anny i biegnie do granicy Warszawy. Numeracja zaczyna się od rynku w Piasecznie i rośnie w kierunku północnym, oddzielnie od numeracji ulicy Puławskiej w Warszawie. Obydwie numeracje stykają się na granicy Piaseczna i Warszawy.
Od granicy administracyjnej gminy Piaseczno do skrzyżowania z ul. Energetyczną ma po trzy pasy ruchu w obu kierunkach, dalej do skrzyżowania z ul. Okulickiego jest dwujezdniowa, a stąd (przechodząc przez miasto) jest drogą lokalną jednojezdniową.  Wraz z ulicą Kościuszki stanowi oś wyznaczającą centrum Piaseczna.
Od początku lat 70. aż do grudnia 1985 roku ulica leżała w ciągu drogi państwowej nr 121. Następnie do 2000 roku stanowiła fragment drogi krajowej nr 723, obecnie pokrywa się z przebiegiem drogi krajowej nr 79.

## Komunikacja
Ulicą kursują autobusy ZTM: 709, 710, 724, 727, 739 oraz N83, autobusy komunikacji lokalnej (na odcinku w centrum miasta): L-2, L-5, L12, L13, L17, L19, L24, L25, a także liczne autobusy prywatnych przewoźników: PKS Warszawa - linie łączące Piaseczno, Prażmów, Grójec, Tarczyn, Górę Kalwarię, Warkę, Kozienice z Warszawą. 
Planowana jest budowa linii tramwajowej z Ursynowa do Piaseczna w ciągu ulicy.

## Pochodzenie nazwy
Nazwa pochodzi od miasta Puławy – ulica Puławska była bowiem tzw. „wylotówką” w kierunku Puław i Lublina. W czasach, gdy Puławy nosiły nazwę Nowa Aleksandria, ulica ta nazywała się Nowoaleksandryjska.

## Otoczenie
- Hipermarket Auchan w Piasecznie (46)
- Oddział Prewencji Policji Komendy Stołecznej Policji (44)
- dawna zajezdnia autobusowo-trolejbusowa w Piasecznie oraz dawny tor wyścigów gokartowych Imola
- Fashion House Outlet Piaseczno (42E)
- zakłady Lamina (34)
- Ratusz z lat 1823-1824 według projektu Hilarego Szpilowskiego
- Zespół kościoła pw. św. Anny (dawniej pw. św. Macieja i Anny)